# Гинкои
Гинкои (лат. Ginkgoaceae) је једина живућа породица голосеменица из раздела гинкоа (Ginkgophyta). Обухвата само једну савремену врсту гинко (Ginkgo biloba) и неколико изумрлих.